# Ante Vukičević
Ante Vukičević, né le 24 février 1993, est un joueur de water-polo croate.

## Carrière
Il évolue d’abord en club au HAVK Mladost en Croatie, puis au Cercle des nageurs de Marseille en France.
Avec l'équipe de Croatie masculine de water-polo, il remporte :
- la médaille de bronze de la Coupe du monde masculine de water-polo 2014 à Almaty ;
- la médaille d'or aux Championnats du monde 2017 à Budapest[2] ;
- la médaille de bronze du Championnat d'Europe masculin de water-polo 2018 à Barcelone ;
- la médaille de bronze aux Championnats du monde 2019 à Gwangju.